# Zivilia
Zivilia – indonezyjski zespół muzyczny założony w 2008 r. w Kendari.
W pierwotnym składzie grupy znaleźli się: Zulkifli (Zul) – wokal, Idham – bas, Amed – gitara, Amy – perkusja. W początkowym okresie aktywności formacja nosiła nazwę Zifhilia, a obecną nazwę przyjęła po związaniu się z wytwórnią muzyczną Nagaswara.
Zespół jest znany ze swoich przebojów, takich jak „Aishiteru” czy „Karena Cinta”. Ich pierwszy album pt. Aishiteru został wydany w 2009 r.

## Dyskografia
- Aishiteru (2009)
- Trilogy (2013)
- Zivilia – singiel (2014)
- Sayonara – singiel (2014)
- Cinta Pertama (2015)
- Musim Hujan Musik Kawin (2015)
- The Best Of Zivilia Aishiteru (2016)
- Aishiteru Tinggal Cerita – singiel (2017)